# Couteau à lame rétractable
Pour les articles homonymes, voir Couteau (homonymie) et Cutter.
Un couteau à lame rétractable, cutter ou stylet est un outil qui permet de couper des matériaux fins et peu résistants. Il est muni d'une lame mobile qui est masquée lorsque l'objet n'est pas utilisé (pour plus de sécurité). On l'appelle également OLFA en référence au créateur. Le mot tranchet, qui désigne un outil similaire mais très spécifique, a été utilisé mais n'est pas entré dans l'usage courant.
Dans certains événements depuis les années 1990, ce type de couteau fut utilisé comme arme blanche bien qu'il s'y prête mal à cause de sa lame courte et cassante.

## Historique
Le rasoir à lame rétractable (« cutter ») à amorces de sectionnement a été inventé au Japon par Yoshio Okada qui fonda la compagnie Olfa en 1956. L'idée lui est venue en observant la rupture des carrées de chocolat d'une plaquette, ainsi que l'analyse des bords cassants du verre brisé. Le nom provient de 2 mots japonais qui signifient « casser une lame ». Cet inventeur est également à l'origine du premier cutter rotatif en 1979.

## Description
On retrouve principalement deux types de couteaux. Ils ont tous cependant un boîtier muni d'un mécanisme qui permet d'avancer ou de reculer la lame. Les plus anciens étaient faits de métal avec une lame unique comme sur la photo de droite, en haut. Les plus récents sont conçus pour des usages plus légers, la lame est composée de plusieurs sections qui sont cassées au fur et à mesure qu'elles s'usent, de manière à conserver à l'ensemble un tranchant aussi efficace que possible, comme sur l'image en dessous de la première.

## Types de lames

### Lame auto-cassante

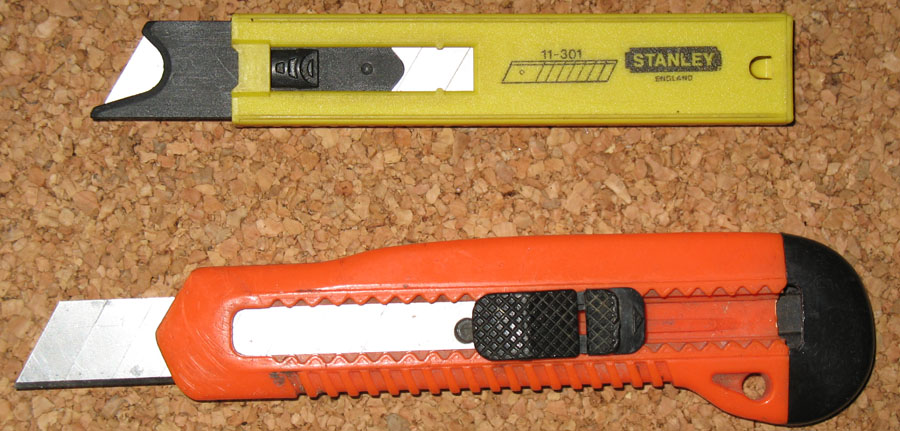
Couteaux à cadre de plastique avec lame à segments.

Pour casser une section usagée, l'embout arrière est habituellement utilisé car il comporte une fente dans laquelle s'insère la section à enlever. Il suffit alors de plier la lame pour qu'elle se casse. Lorsque toutes les sections ont été utilisées, il est possible d'acheter en magasin une lame neuve pour remplacer l'ancienne. Généralement, ces outils sont en plastique, mais il en existe aussi en métal. Il est toutefois déconseillé d'appliquer une force latérale avec ces couteaux car la lame peut se casser de manière inopinée lors d'un léger mouvement de torsion.
Les deux modèles les plus courants utilisent des lames de 9 mm de hauteur avec 12 segments pour le petit, et de 18 mm et 7 segments pour le plus grand.

### Lame trapézoïdale

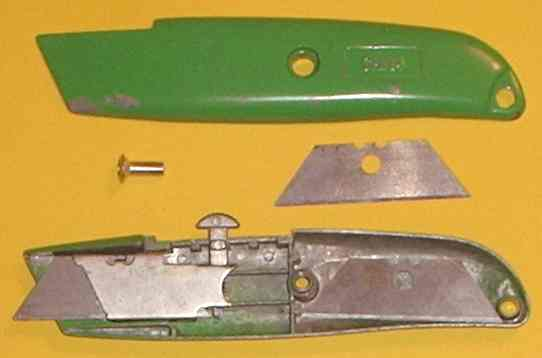
Couteau ouvert en métal avec lame trapézoïdale.

Plus solides et en métal, les couteaux à lame trapézoïdale unique de la photo de droite servent aux gros travaux. Depuis peu, il en existe utilisant des lames qui, au lieu d’être rétractables, sont pliantes, avec un système de cran de sécurité. Ces modèles sont plus solides car d'un mécanisme simple et qui s'use moins.
La lame trapézoïdale est la forme de lame la plus courante pour les couteaux utilitaires. Elle est également appelée lame «universelle» en raison de sa polyvalence. Ces lames, généralement en acier, ont une forme trapézoïdale avec un seul tranchant et sont conçues pour couper une grande variété de matériaux. La face supérieure des lames trapézoïdales est généralement munie de deux ou trois encoches de fixation, permettant une meilleure adaptation aux poignées de couteaux utilitaires.
Certaines versions sont dotées d’un revêtement sur le tranchant, ce qui améliore leur performance lors de la découpe de matériaux plus résistants. Elles sont idéales pour la découpe de plaques de plâtre, panneaux isolants en mousse, polystyrène expansé ou extrudé (EPS, XPS), polyuréthane, matériaux d’étanchéité pour toitures (tels que bardeaux bitumés, feutre de toiture, membranes en caoutchouc), moquettes et sous-couches, cartons, films plastiques et bien d'autres matériaux. Les lames plus courtes sont principalement utilisées dans les travaux de pose de revêtements de sol, dans les couteaux de sécurité, ainsi que dans certaines machines industrielles.

### Lame crochet
Les couteaux qui acceptent les lames trapézoïdales standard, acceptent aussi des lames « crochet », dont la partie affûtée est l’intérieur d'un crochet. Elles servent à couper des moquettes et autres produits plats plastiques de revêtement de sol sans abîmer le support, les films  d'emballage sans abîmer le contenu : la partie externe du crochet n’étant pas affûtée peut s'appuyer sur le support de l'objet à découper.

## Utilisations normales

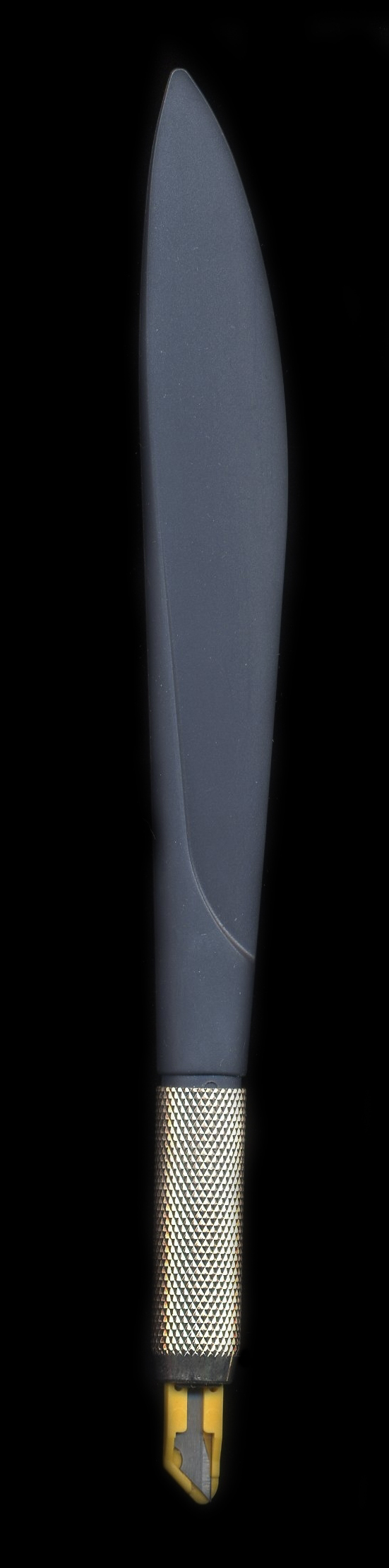
Stylet de précision.

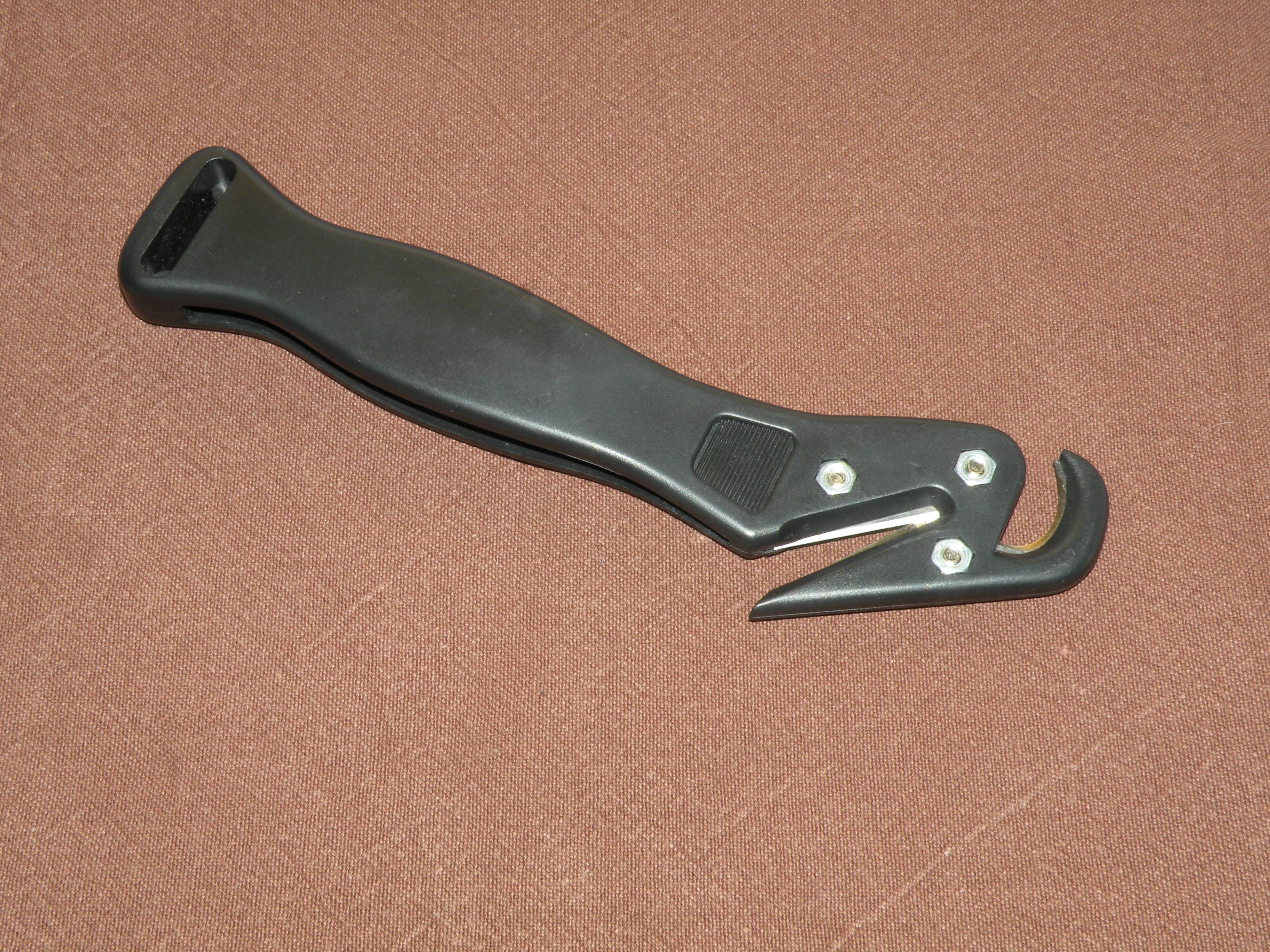
Cutter à bec perroquet.

Liste non exhaustive.

### Petit modèle
- Découpe du papier (bureau, papier-peint…).
- Modélisme.

### Grand modèle
- Découpe de la moquette

Il existe des modèles différents pour des usages bien spécifiques comme :
- Stylet à lame ronde pour la coupe du papier, du carton, du tissu…
- Stylet de précision acceptant des lames non-sécables (modélisme)

## Utilisations comme arme
En général, ce type de couteau n'est pas utilisé comme arme à cause de sa lame courte et cassable. Durant les années 1990, de tels outils ont été utilisés dans quelques vols avec agression commis par des mineurs aux États-Unis, ce qui a conduit à les interdire dans les écoles. L'ex-maire de New York, Rudy Giuliani, a alors lancé une campagne pour l'interdiction de leur vente aux moins de 18 ans.
Le 1er juin 2004 au Japon, une écolière du primaire, Satomi Mitarai, fut tuée avec un tel couteau. Plus récemment, les couteaux à lame rétractable ont été associés à des incidents de groupes de jeunes et de hooliganisme au Royaume-Uni.
Cependant, les attentats du 11 septembre 2001 sont les attaques les plus connues commises avec cet outil.